# Ogólnopolskie Porozumienie Związków Zawodowych
Ogólnopolskie Porozumienie Związków Zawodowych, w skrócie: OPZZ – polska centrala związkowa.
Głównym zadaniem OPZZ jest obrona socjalnych i pracowniczych uprawnień członków związków (głównie pracowników przedsiębiorstw państwowych). Do OPZZ przynależy 86 ogólnokrajowych federacji i jednolitych związków zawodowych oraz kilkaset lokalnych i zakładowych organizacji związkowych zrzeszonych poprzez Rady Wojewódzkie.
Naczelnymi władzami OPZZ są: Kongres, Rada, Prezydium i Komisja Rewizyjna.

## Historia
Porozumienie zostało utworzone 24 listopada 1984 na mocy ustawy o związkach zawodowych z 1982 (ustawa, która również delegalizowała NSZZ „Solidarność”) przez Zgromadzenie Przedstawicieli Branżowych Związków Zawodowych. Po przemianach ustrojowych i likwidacji PZPR związek zawodowy współtworzył (w latach 1991–1997) koalicję wyborczą z Sojuszem Lewicy Demokratycznej.
W latach 1985–1999 OPZZ należało do Światowej Federacji Związków Zawodowych (WFTU). Obecnie, od 13 marca 2006, należy do Europejskiej Konfederacji Związków Zawodowych (ETUC), a od 1 listopada 2006 – do Międzynarodowej Konfederacji Związków Zawodowych (International Trade Union Confederation – ITUC).

## Przewodniczący OPZZ
- Alfred Miodowicz (od 24 listopada 1984 do 19 grudnia 1991)
- Ewa Spychalska (od 18 grudnia 1991 do 26 września 1996)
- Józef Wiaderny (od 26 września 1996 do 20 grudnia 2000)
- Maciej Manicki (od 29  stycznia 2001 do 3 marca 2004)
- Jan Guz (od 20 kwietnia 2004 do 24 maja 2019)
- Andrzej Radzikowski (od 25 września 2019 do 15 grudnia 2022)
- Piotr Ostrowski (od 15 grudnia 2022)[2]

## Struktury branżowe OPZZ

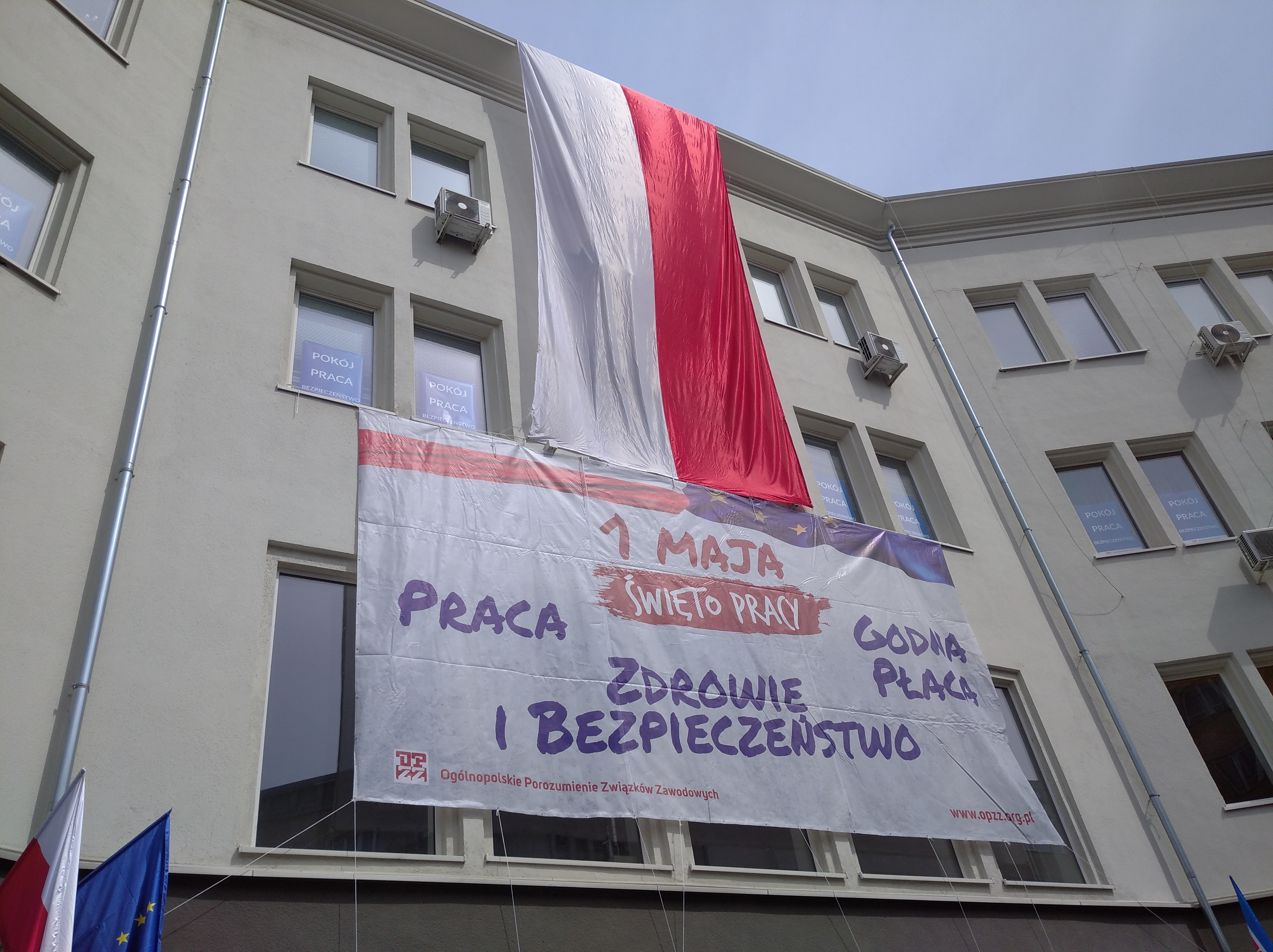
Baner OPZZ wywieszony przed pochodem pierwszomajowym w Warszawie (2022).

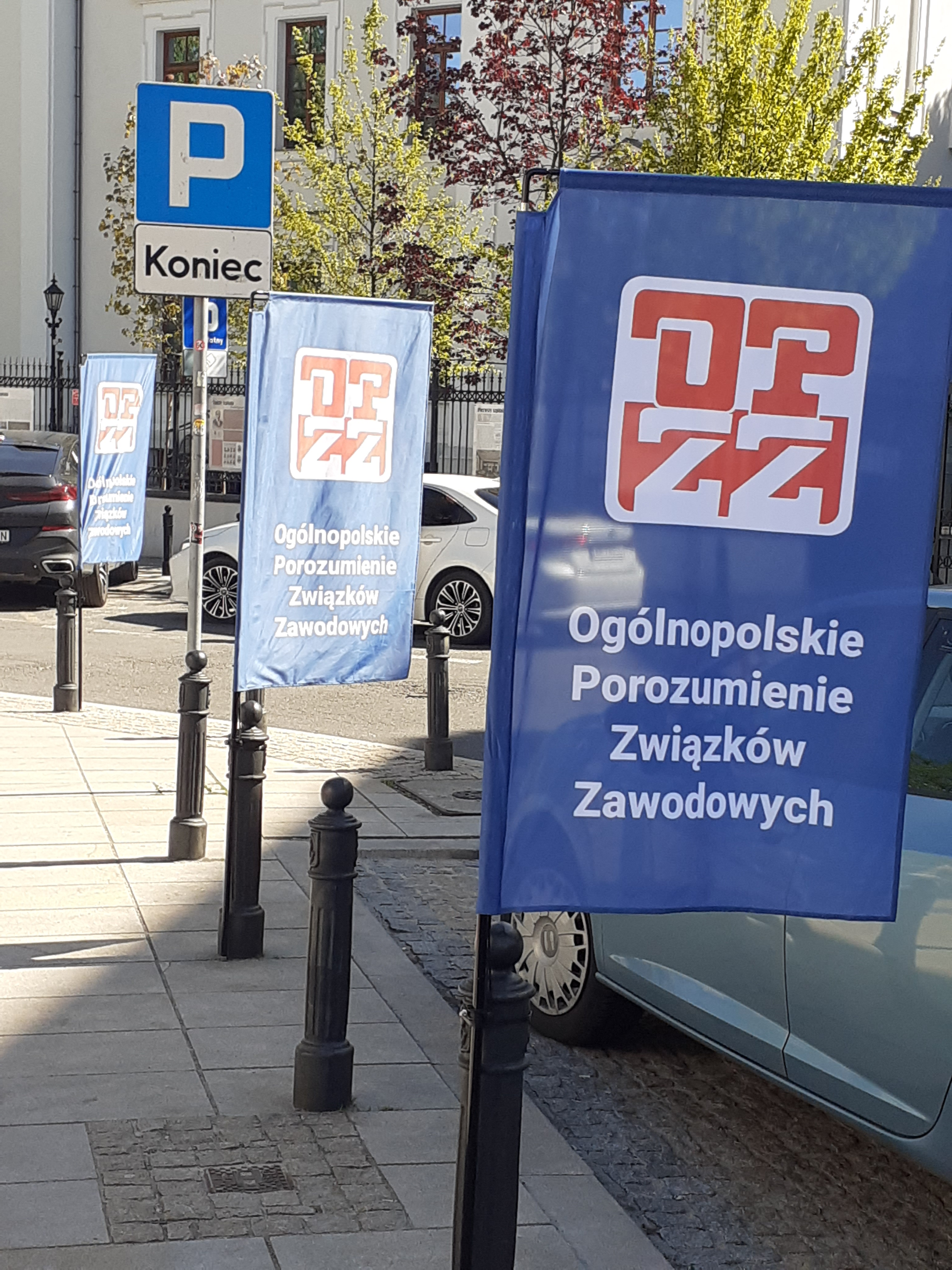
Flagi OPZZ w Warszawie (2023).

## Struktury branżowe OPZZ[3]

### Branża I. Górnictwo i energetyka
- Federacja Związków Zawodowych KADRA XXI
- Zrzeszenie Związków Zawodowych Energetyków
- Związek Zawodowy "Kontra"
- Federacja Związków Zawodowych Górników Jastrzębskiej Spółki Węglowej S.A.
- Związek Zawodowy Pracowników Gazownictwa, Przesyłu Gazu i Górników Naftowców
- Związek Zawodowy Pracowników Technicznych i Administracji „Dozór" KGHM POLSKA MIEDŹ S.A. w Lubinie
- Związek Zawodowy Ratowników Górniczych w Polsce
- Związek Zawodowy Jedności Górniczej
- Federacja Związków Zawodowych Pracowników Rafinerii i Petrochemii
- Związek Zawodowy Pracowników Zakładów Przeróbki Mechanicznej Węgla w Polsce "Przeróbka"
- Federacja Związków Zawodowych Górnictwa Węgla Brunatnego
- Porozumienie Związków Zawodowych Górnictwa
- Ogólnopolski Związek Zawodowy Górnictwa Naftowego i Gazownictwa
- Związek Zawodowy Maszynistów Wyciągowych Kopalń w Polsce
- Związek Zawodowy Pracowników Dołowych
- Związek Zawodowy Górników w Polsce
- Związek Zawodowy Pracowników Przemysłu Miedziowego
- Związek Zawodowy Zakładów Przeróbki Mechanicznej Węgla w Polsce

### Branża II. Przemysł
- Związek Zawodowy Sektora Obronnego
- Związek Zawodowy Inżynierów i Techników
- Wolny Związek Zawodowy Pracowników Gospodarki Morskiej
- Porozumienie Branżowych Związków Zawodowych
- Federacja Związków Zawodowych Pracowników Mleczarstwa w Polsce
- Federacja Związków Zawodowych Pracowników Przemysłu Spożywczego
- Federacja Związków Zawodowych Pracowników Przemysłu Cukrowniczego
- Związek Zawodowy Pracowników Przemysłu Cukierniczego
- Związek Zawodowy Pracowników Przemysłu Mięsnego i Spożywczego w Polsce
- Federacja Związków Zawodowych Pracowników Przemysłu Tytoniowego w Polsce
- Federacja Związków Zawodowych Przemysłu i Handlu „Farmacja”
- Federacja Niezależnych Samorządnych Związków Zawodowych Przemysłu Lekkiego
- Federacja Związków Zawodowych Szkło
- Federacja Związków Zawodowych Przemysłu Chemicznego, Szklarskiego i Ceramicznego w Polsce
- Związek Zawodowy Przemysłu Elektromaszynowego
- Federacja Związków Zawodowych Metalowców i Hutników

### Branża III. Oświata i nauka
- Ogólnopolski Związek Zawodowy Pracowników OHP przy KG OHP
- Związek Nauczycielstwa Polskiego

### Branża IV. Usługi publiczne
- Krajowy Związek Zawodowy Pracowników Medycznych Laboratoriów Diagnostycznych
- Ogólnopolski Związek Zawodowy Krajowej Administracji Skarbowej
- Ogólnopolski Związek Zawodowy Pracowników Inspekcji Weterynaryjnej
- Związek Pielęgniarek Operacyjnych i Anestezjologicznych
- Federacja Związków Zawodowych Służby Celnej
- Ogólnopolski Związek Zawodowy Psychologów
- Związek Zawodowy Pracowników Rolnictwa w RP
- Związek Pracowników Wojska "TARCZA"
- Związek Zawodowy Pracowników "Porozumienie 2014" w Polsce
- Ogólnopolski Związek Zawodowy Pracowników Fizjoterapii
- Krajowy Związek Zawodowy Ciepłowników
- Zrzeszenie Związków Zawodowych Służby Celnej RP
- Związek Zawodowy Strażaków „Florian”
- Federacja Związków Zawodowych Pracowników Gospodarki Komunalnej i Terenowej w Polsce
- Federacja Związków Zawodowych Pracowników Ochrony Zdrowia i Pomocy Społecznej
- Związek Zawodowy Anestezjologów
- Związek Zawodowy Lekarzy MSWiA
- Związek Zawodowy Uzdrowisk Polskich
- Niezależny Samorządny Związek Zawodowy Pracowników Wymiaru Sprawiedliwości Rzeczypospolitej Polskiej

### Branża V. Transport
- Federacja Związków Zawodowych Maszynistów Kolejowych
- Związek Zawodowy Dyżurnych Ruchu PKP
- Związek Zawodowy Kolejarzy Dolnośląskich
- Federacja Związków Zawodowych Pracowników Dróg Żelaznych
- Związek Zawodowy Pracowników Drogownictwa RP
- Związek Zawodowy Inspekcji Transportu Drogowego
- Związek Zawodowy Naziemnego Personelu Lotniczego
- Konfederacja Kolejowych Związków Zawodowych
- Ogólnopolski Związek Zawodowy Pracowników Transportu
- Autonomiczne Związki Zawodowe Transportu Kolejowego
- Federacja Związków Zawodowych Pracowników Automatyki i Telekomunikacji PKP
- Niezależny Samorządny Związek Zawodowy Pracowników Spedycji Polskiej SCHENKER Sp. z o.o.
- Federacja Związków Zawodowych Pracowników Transportu Publicznego w RP
- Federacja Związków Zawodowych Pracowników PKS i Transportu Samochodowego w RP
- Federacja Związków Zawodowych Marynarzy i Rybaków

### Branża VI. Budownictwo i przemysł drzewny
- Związek Zawodowy Meblarzy RP
- Związek Zawodowy „Budowlani”

### Branża VII. Handel, usługi, kultura i sztuka
- Związek Zawodowy Pracowników Poczty
- Związek Zawodowy „Powszechne Ubezpieczenia”
- Federacja Związków Zawodowych Pracowników Telekomunikacji
- Federacja NSZZ Pracowników Łączności w Polsce
- Ogólnopolski Pracowniczy Związek Zawodowy „Konfederacja Pracy”
- Związek Zawodowy Pracowników „Totalizator Sportowy Sp. z o.o”
- Federacja Związków Zawodowych Pracowników Zakładów Ubezpieczeń
- Związek Zawodowy Pracowników i Sprzedawców „RUCH S.A.”
- Federacja Związków Zawodowych Pracowników Spółdzielczości, Produkcji, Handlu i Usług w Polsce
- Związek Zawodowy Pracowników Zakładu Ubezpieczeń Społecznych
- Federacja Związków Zawodowych Pracowników Publicznej Radiofonii i Telewizji w Polsce
- Federacja Związków Zawodowych Pracowników Kultury i Sztuki
- Związek Zawodowy Poligrafów

## Działalność gospodarcza OPZZ
W 2001 roku OPZZ utworzyło Fundację Porozumienie, a w 2002 roku Fundację Wsparcie.